# Бендер-Ленге
Бенде́р-Ленге́ (перс. بندر لنگه‎) — портовый город на юге Ирана, в провинции Хормозган. Административный центр шахрестана Бендер-Ленге. Четвёртый по численности населения город провинции'.

## География
Город находится в западной части Хормозгана, на равнине Гермсир, на побережье Персидского залива.
Бендер-Ленге расположен на расстоянии приблизительно 150 километров к юго-западу от Бендер-Аббаса, административного центра провинции и на расстоянии 1060 километров к юго-юго-востоку (SSE) от Тегерана, столицы страны.
В южной части города расположен аэропорт (IATA: BDH, ICAO: OIBL).

## Население
По данным переписи, на 2006 год население составляло 25 303 человека. Динамика численности населения города по годам:
| 1986   | 1991   | 1996   | 2006   | 2012   |
| ------ | ------ | ------ | ------ | ------ |
| 16 570 | 20 172 | 21 073 | 25 303 | 27 653 |

## История
Город был основан в XVII веке переселившимися в регион арабами. В голландских источниках, относящихся к середине XVIII века, сообщается, что шейх местного арабского племени поддерживал с голландцами дружественные отношения. В начале XIX века город, считавшийся оплотом пиратства, был захвачен правителями из династии Аль-Касими. В то же время Бендер-Ленге был одним из наиболее значимых торговых портов на побережье Персидского залива, были налажены торговые связи с Бахрейном и купцами из различных районов Аравийского полуострова. Главными продуктами экспорта являлись: хлопок, жемчуг, табак и ковры. В тот же период времени город являлся крупным региональным центром работорговли. В 1892 году город перешёл под контроль Персии.

## Достопримечательности
В западной части города расположена мечеть, возведённая в конце XVIII века, и минарет которой достигает 22 метров в высоту и 3,5 метров в диаметре. Внутреннее убранство и верхняя часть минарета сочетают в себе как арабские, так и индийские мотивы. Также в городе расположен павильон Фекри, относящийся к эпохе Сефевидов.